# Troisvierges
Troisvierges en francés, Ëlwe en luxemburgués, es una localidad luxemburguesa situada en el punto norte de Luxemburgo cerca de la frontera con Bélgica. Las colinas más altas del país se hallan aquí, Kneiff (560 m) y Buurgplaatz (559 m).

## Secciones de la localidad
- Troisvierges
- Basbellain
- Biwisch
- Drinklange
- Goedange
- Hautbellain
- Huldange
- Wilwerdange

- Wikimedia Commons alberga una categoría multimedia sobre Troisvierges.

- Datos: Q24454
- Multimedia: Troisvierges / Q24454